# Приз за лучшую мужскую роль (Каннский кинофестиваль)
Приз лучшему актёру (фр. Prix d'interprétation masculine) — награда, вручаемая на Каннском кинофестивале лучшему, по мнению жюри, исполнителю мужской роли в фильмах конкурсной программы. Первый раз награда вручена в 1946 году.

## Список лауреатов

### 1940-е
| Год  | Актёр                   | Роль                    | Название фильма         | Оригинальное название фильма | Прим.                   |
| ---- | ----------------------- | ----------------------- | ----------------------- | ---------------------------- | ----------------------- |
| 1946 | Рэй Милланд             | Дон Бирнам              | «Потерянный уикэнд»     | The Lost Weekend             | [ 1 ]                   |
| 1947 | Приз не вручался        | Приз не вручался        | Приз не вручался        | Приз не вручался             | Приз не вручался        |
| 1948 | Фестиваль не проводился | Фестиваль не проводился | Фестиваль не проводился | Фестиваль не проводился      | Фестиваль не проводился |
| 1949 | Эдвард Г. Робинсон      | Джино Монетти           | «Дом незнакомцев»       | House of Strangers           | [ 2 ]                   |

### 1950-е
| Год  | Актёр                   | Роль                    | Название фильма           | Оригинальное название фильма | Прим.                   |
| ---- | ----------------------- | ----------------------- | ------------------------- | ---------------------------- | ----------------------- |
| 1950 | Фестиваль не проводился | Фестиваль не проводился | Фестиваль не проводился   | Фестиваль не проводился      | Фестиваль не проводился |
| 1951 | Майкл Редгрейв          | Эндрю Крокер-Харрис     | «Версия Браунинга»        | The Browning Version         | [ 3 ]                   |
| 1952 | Марлон Брандо           | Эмилиано Сапата         | «Вива Сапата!»            | Viva Zapata!                 | [ 4 ]                   |
| 1953 | Приз не вручался        | Приз не вручался        | Приз не вручался          | Приз не вручался             | Приз не вручался        |
| 1954 | Приз не вручался        | Приз не вручался        | Приз не вручался          | Приз не вручался             | Приз не вручался        |
| 1955 | Спенсер Трейси          | Джон Дж. Макриди        | «Плохой день в Блэк Роке» | Bad Day at Black Rock        | [ 5 ]                   |
| 1955 | Весь актёрский состав   | Весь актёрский состав   | «Большая семья»           | «Большая семья»              | [ 5 ]                   |
| 1956 | Приз не вручался        | Приз не вручался        | Приз не вручался          | Приз не вручался             | Приз не вручался        |
| 1957 | Джон Кицмиллер          | Сержант Джим            | «Долина мира»             | Dolina miru                  | [ 8 ]                   |
| 1958 | Пол Ньюман              | Бен Куик                | «Долгое жаркое лето»      | The Long, Hot Summer         | [ 9 ]                   |
| 1959 | Брэдфорд Диллман        | Арти Штраусс            | «Насилие»                 | Compulsion                   | [ 10 ]                  |
| 1959 | Дин Стоквелл            | Джадд Штайнер           | «Насилие»                 | Compulsion                   | [ 10 ]                  |
| 1959 | Орсон Уэллс             | Джонатан Уилк           | «Насилие»                 | Compulsion                   | [ 10 ]                  |

### 1960-е
| Год  | Актёр              | Роль                  | Название фильма             | Оригинальное название фильма       | Прим.            |
| ---- | ------------------ | --------------------- | --------------------------- | ---------------------------------- | ---------------- |
| 1960 | Приз не вручался   | Приз не вручался      | Приз не вручался            | Приз не вручался                   | Приз не вручался |
| 1961 | Энтони Перкинс     | Филип Ван Дер Беш     | «Любите ли вы Брамса?»      | Goodbye Again (Aimez Vous Brahms?) | [ 11 ]           |
| 1962 | Дин Стоквелл       | Эдмунд Тайрон         | «Долгий день уходит в ночь» | Long Day’s Journey Into Night      | [ 12 ]           |
| 1962 | Джейсон Робардс    | Джеймс Тайрон-старший | «Долгий день уходит в ночь» | Long Day’s Journey Into Night      | [ 12 ]           |
| 1962 | Ральф Ричардсон    | Джеймс Тайрон-младший | «Долгий день уходит в ночь» | Long Day’s Journey Into Night      | [ 12 ]           |
| 1962 | Мюррей Мелвин      | Джеффри Ингем         | «Вкус мёда»                 | A Taste of Honey                   | [ 12 ]           |
| 1963 | Ричард Харрис      | Фрэнк Мэчин           | «Такова спортивная жизнь»   | This Sporting Life                 | [ 13 ]           |
| 1964 | Антал Пагер        | Ваджкай Акош          | «Жаворонок»                 | Pacsirta                           | [ 14 ]           |
| 1964 | Саро Урци          | Дон Винченце Аскалони | «Соблазнённая и покинутая»  | Sedotta e abbandonata              | [ 14 ]           |
| 1965 | Теренс Стэмп       | Фредди Клегг          | «Коллекционер»              | The Collector                      | [ 15 ]           |
| 1966 | Пер Оскарссон      | Понтус                | «Голод»                     | Sult                               | [ 16 ]           |
| 1967 | Одед Котлер        | Илай                  | «Три дня и ребёнок»         | שלושה ימים וילד                    | [ 17 ]           |
| 1968 | Приз не вручался   | Приз не вручался      | Приз не вручался            | Приз не вручался                   | Приз не вручался |
| 1969 | Жан-Луи Трентиньян | Христос Сардзетакис   | «Дзета»                     | Z                                  | [ 19 ]           |

### 1970-е
| Год  | Актёр               | Роль                | Название фильма                                                                                 | Оригинальное название фильма                                                                        | Прим.  |
| ---- | ------------------- | ------------------- | ----------------------------------------------------------------------------------------------- | --------------------------------------------------------------------------------------------------- | ------ |
| 1970 | Марчелло Мастроянни | Оресте Нарди        | «Драма ревности: Все детали в хронике»                                                          | Dramma della gelosia — tutti i particolari in cronaca                                               | [ 20 ] |
| 1971 | Рикардо Куччолла    | Никола Сакко        | «Сакко и Ванцетти»                                                                              | Sacco e Vanzetti                                                                                    | [ 21 ] |
| 1972 | Жан Янн             | Жан                 | «Мы не состаримся вместе»                                                                       | Nous ne vieillirons pas ensemble                                                                    | [ 22 ] |
| 1973 | Джанкарло Джаннини  | Антонио Соффиантини | «Фильм любви и анархии, или Сегодня в десять утра на Виа деи Фьори в известном доме терпимости» | Film d’amore e d’anarchia, ovvero stamattina alle 10 in Via dei Fiori nella nota casa di tolleranza | [ 23 ] |
| 1974 | Джек Николсон       | Билли Л. Баддаски   | «Последний наряд»                                                                               | The Last Detail                                                                                     | [ 24 ] |
| 1975 | Витторио Гассман    | Фаусто Консоло      | «Запах женщины»                                                                                 | Profumo di donna                                                                                    | [ 25 ] |
| 1976 | Хосе Луис Гомес     | Паскуаль Дуарте     | «Семья Паскуаля Дуарте»                                                                         | Pascual Duarte                                                                                      | [ 26 ] |
| 1977 | Фернандо Рей        | Луис                | «Элиза, жизнь моя»                                                                              | Elisa, vida mía                                                                                     | [ 27 ] |
| 1978 | Джон Войт           | Люк Мартин          | «Возвращение домой»                                                                             | Coming Home                                                                                         | [ 28 ] |
| 1979 | Джек Леммон         | Джек Годелл         | «Китайский синдром»                                                                             | The China Syndrome                                                                                  | [ 29 ] |

### 1980-е
| Год  | Актёр               | Роль                 | Название фильма              | Оригинальное название фильма    | Прим.  |
| ---- | ------------------- | -------------------- | ---------------------------- | ------------------------------- | ------ |
| 1980 | Мишель Пикколи      | Мауро Понтичелли     | «Прыжок в пустоту»           | Salto nel vuoto                 | [ 30 ] |
| 1981 | Уго Тоньяцци        | Примо Спаджиари      | «Трагедия смешного человека» | La Tragedia Di Un Uomo Ridicolo | [ 31 ] |
| 1982 | Джек Леммон         | Эд Хорман            | «Пропавший без вести»        | Missing                         | [ 32 ] |
| 1983 | Джан Мария Волонте  | Бернард Фонтана      | «Смерть Марио Риччи»         | La Mort de Mario Ricci          | [ 33 ] |
| 1984 | Альфредо Ланда      | Пако эль Вахо        | «Святые невинные»            | Los santos inocentes            | [ 34 ] |
| 1984 | Франсиско Рабаль    | Азариас              | «Святые невинные»            | Los santos inocentes            | [ 34 ] |
| 1985 | Уильям Хёрт         | Луис Молина          | «Поцелуй женщины-паука»      | Kiss Of The Spider Woman        | [ 35 ] |
| 1986 | Мишель Блан         | Антуан               | «Вечернее платье»            | Tenue de soirée                 | [ 36 ] |
| 1986 | Боб Хоскинс         | Джордж               | «Мона Лиза»                  | Mona Lisa                       | [ 36 ] |
| 1987 | Марчелло Мастроянни | Романо               | «Очи чёрные»                 | Oci ciornie                     | [ 37 ] |
| 1988 | Форест Уитакер      | Чарли «Птица» Паркер | «Птица»                      | Bird                            | [ 38 ] |
| 1989 | Джеймс Спейдер      | Грэм Далтон          | «Секс, ложь и видео»         | Sex, Lies, and Videotape        | [ 39 ] |

### 1990-е
| Год  | Актёр           | Роль               | Название фильма      | Оригинальное название фильма | Прим.  |
| ---- | --------------- | ------------------ | -------------------- | ---------------------------- | ------ |
| 1990 | Жерар Депардьё  | Сирано де Бержерак | «Сирано де Бержерак» | Cyrano De Bergerac           | [ 40 ] |
| 1991 | Джон Туртурро   | Бартон Финк        | «Бартон Финк»        | Barton Fink                  | [ 41 ] |
| 1992 | Тим Роббинс     | Гриффин Милл       | «Игрок»              | The Player                   | [ 42 ] |
| 1993 | Дэвид Тьюлис    | Джонни             | «Обнажённые»         | Naked                        | [ 43 ] |
| 1994 | Гэ Ю            | Сюй Фугуй          | «Жить»               | 活着                         | [ 44 ] |
| 1995 | Джонатан Прайс  | Литтон Стрейчи     | «Кэррингтон»         | Carrington                   | [ 45 ] |
| 1996 | Паскаль Дюкен   | Жорж               | «День восьмой»       | Le huitième jour             | [ 46 ] |
| 1996 | Даниэль Отёй    | Гарри              | «День восьмой»       | Le huitième jour             | [ 46 ] |
| 1997 | Шон Пенн        | Эдди Куинн         | «Она прекрасна»      | She’s So Lovely              | [ 47 ] |
| 1998 | Питер Маллан    | Джо                | «Меня зовут Джо»     | My Name Is Joe               | [ 48 ] |
| 1999 | Эммануэль Шотте | Фараон де Винтер   | «Человечность»       | L’humanité                   | [ 49 ] |

### 2000-е
| Год  | Актёр                 | Роль                       | Название фильма       | Оригинальное название фильма            | Прим.  |
| ---- | --------------------- | -------------------------- | --------------------- | --------------------------------------- | ------ |
| 2000 | Тони Люн Чу Вай       | Чоу Мован                  | «Любовное настроение» | 花樣年華                                | [ 50 ] |
| 2001 | Бенуа Мажимель        | Вальтер Клеммер            | «Пианистка»           | La Pianiste                             | [ 51 ] |
| 2002 | Оливье Гурме          | Оливье                     | «Сын»                 | Le Fils                                 | [ 52 ] |
| 2003 | Музаффер Оздемир      | Махмут                     | «Отчуждение»          | Uzak                                    | [ 53 ] |
| 2003 | Эмин Топрак           | Юсуф                       | «Отчуждение»          | Uzak                                    | [ 53 ] |
| 2004 | Юя Ягира              | Акира Фукусима             | «Никто не узнает»     | 誰も知らない                            | [ 54 ] |
| 2005 | Томми Ли Джонс        | Пит Перкинс                | «Три могилы»          | The Three Burials of Melquiades Estrada | [ 55 ] |
| 2006 | Сами Насери           | Яссир                      | «Патриоты»            | Indigènes                               | [ 56 ] |
| 2006 | Джамель Деббуз        | Саид Отмари                | «Патриоты»            | Indigènes                               | [ 56 ] |
| 2006 | Рошди Зем             | Мессауд Суни               | «Патриоты»            | Indigènes                               | [ 56 ] |
| 2006 | Сами Буажила          | Абделькадер                | «Патриоты»            | Indigènes                               | [ 56 ] |
| 2006 | Бернар Блакан         | Сержант Роджер Мартинес    | «Патриоты»            | Indigènes                               | [ 56 ] |
| 2007 | Константин Лавроненко | Александр                  | «Изгнание»            | «Изгнание»                              | [ 57 ] |
| 2008 | Бенисио Дель Торо     | Че Гевара                  | «Че»                  | Che                                     | [ 58 ] |
| 2009 | Кристоф Вальц         | Штандартенфюрер Ганс Ланда | «Бесславные ублюдки»  | Inglourious Basterds                    | [ 59 ] |

### 2010-е
| Год  | Актёр            | Роль             | Название фильма              | Оригинальное название фильма | Прим.  |
| ---- | ---------------- | ---------------- | ---------------------------- | ---------------------------- | ------ |
| 2010 | Хавьер Бардем    | Уксбаль          | «Бьютифул»                   | Biutiful                     | [ 60 ] |
| 2010 | Элио Джермано    | Клаудио          | «Наша жизнь»                 | La nostra vita               | [ 60 ] |
| 2011 | Жан Дюжарден     | Джордж Валентайн | «Артист»                     | The Artist                   | [ 61 ] |
| 2012 | Мадс Миккельсен  | Лукас            | «Охота»                      | Jagten                       | [ 62 ] |
| 2013 | Брюс Дерн        | Вуди Грант       | «Небраска»                   | Nebraska                     | [ 63 ] |
| 2014 | Тимоти Сполл     | Уильям Тёрнер    | «Уильям Тёрнер»              | Mr. Turner                   | [ 64 ] |
| 2015 | Венсан Линдон    | Тьерри Тагордо   | «Закон рынка»                | La Loi du marché             | [ 65 ] |
| 2016 | Шахаб Хоссейни   | Эмад             | «Коммивояжёр»                | فروشنده                      | [ 66 ] |
| 2017 | Хоакин Феникс    | Джо              | «Тебя никогда здесь не было» | You Were Never Really Here   | [ 67 ] |
| 2018 | Марчелло Фонте   | Марчелло         | «Догмэн»                     | Dogman                       | [ 68 ] |
| 2019 | Антонио Бандерас | Сальвадор Майо   | «Боль и слава»               | Dolor y gloria               | [ 69 ] |

### 2020-е
| Год  | Актёр                                           | Роль                                            | Название фильма                                 | Оригинальное название фильма                    | Прим.  |
| ---- | ----------------------------------------------- | ----------------------------------------------- | ----------------------------------------------- | ----------------------------------------------- | ------ |
| 2020 | Фестиваль не проводился из-за пандемии COVID-19 | Фестиваль не проводился из-за пандемии COVID-19 | Фестиваль не проводился из-за пандемии COVID-19 | Фестиваль не проводился из-за пандемии COVID-19 |        |
| 2021 | Калеб Лэндри Джонс                              | Мартин Брайант                                  | «Нитрам»                                        | Nitram                                          | [ 70 ] |
| 2022 | Сон Кан Хо                                      | Сан Хён                                         | «Посредники»                                    | 브로커                                          | [ 71 ] |
| 2023 | Кодзи Якусё                                     | Хираяма                                         | «Идеальные дни»                                 | Perfect Days                                    |        |
| 2024 | Джесси Племонс                                  | Роберт / Дэниель / Эндрю                        | «Виды доброты»                                  | Kinds of Kindness                               |        |